# Hulksbrug
De Hulksbrug is een ophaalbrug over de Angstel in het centrum van het Nederlandse dorp Abcoude, gemeente De Ronde Venen.

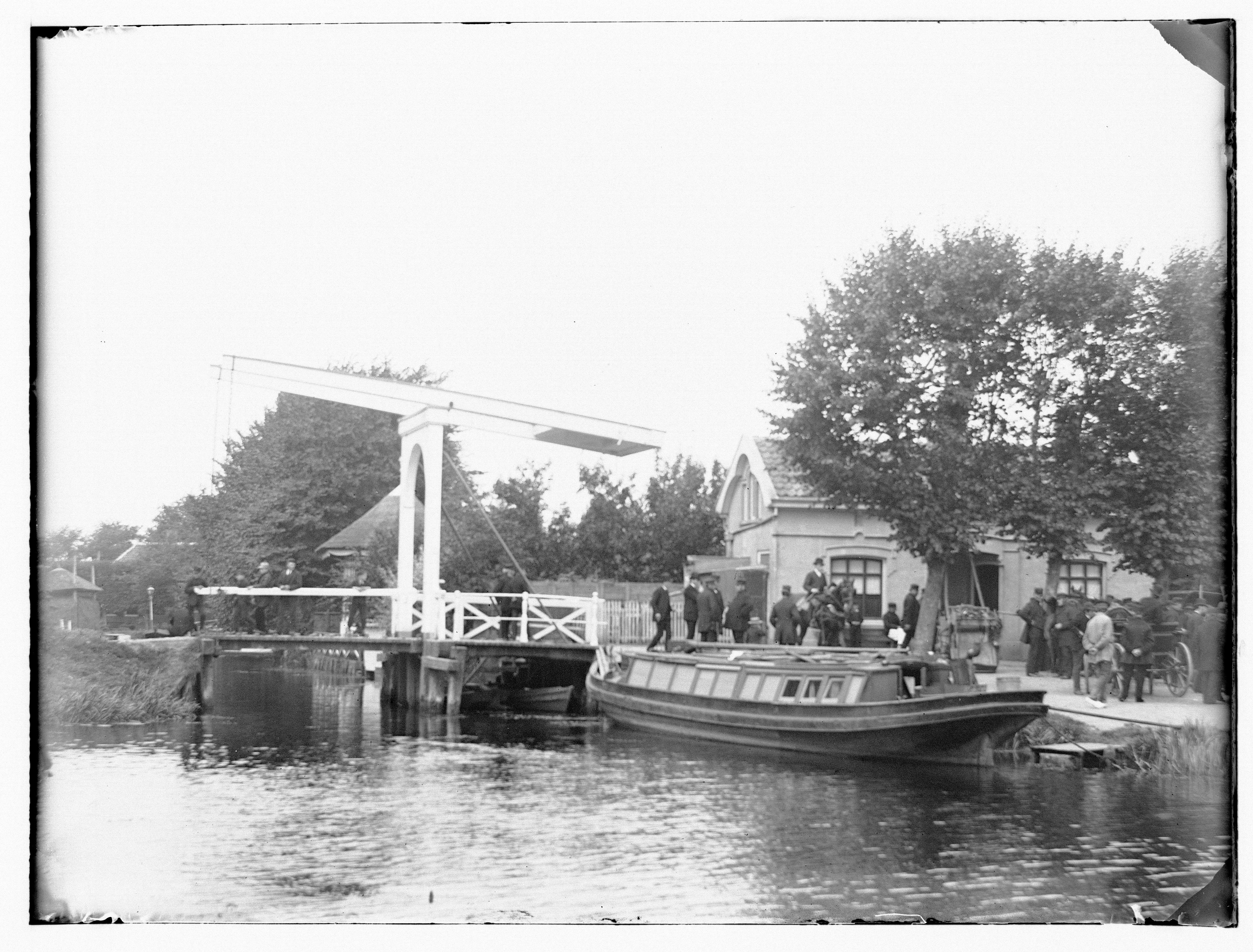
Hulksbrug met trekschuit in 1891

Op een kaart uit 1636 was er al sprake van een brug nabij de toenmalige "Herberghe De Hulck", voorganger van het huidige restaurant de Eendracht. De naam Hulck is vermoedelijk afkomstig van Cornelis Sijmons Hulck, wiens naam voorkwam in een akte uit 1648 betreffende de vernieuwing en onderhoud van de brug. Bij die brug, in het Zand en het Jaagpad werd tol geheven, maar de Heren van Staten van Utrecht en Holland, de Heer van Abcoude en handelsvaartuigen van en naar Utrecht en Amsterdam waren hiervan vrijgesteld. Oorspronkelijk was het een houten brug maar rond 1900 verscheen er een ijzeren brug.
De huidige brug stamt uit 1986 en verbindt de Hoogstraat met het Raadhuisplein. Aan de Noordzijde ligt de Molenweg, aan de zuidoostzijde de Koppelkade en aan de zuidwestzijde de Voordijk. Sinds in 2010 De Derde Brug opengesteld is, gaat buslijn 126 van Connexxion niet meer over de Hulksbrug.
De brug is gezien vanuit het zuiden de eerste brug over de Angstel. Daarna volgen de Heinkuitenbrug en De Derde Brug. De bediening is voor de drie bruggen over de Angstel hetzelfde en wordt beschreven in het artikel over De Derde Brug.